# Červenovodské sedlo

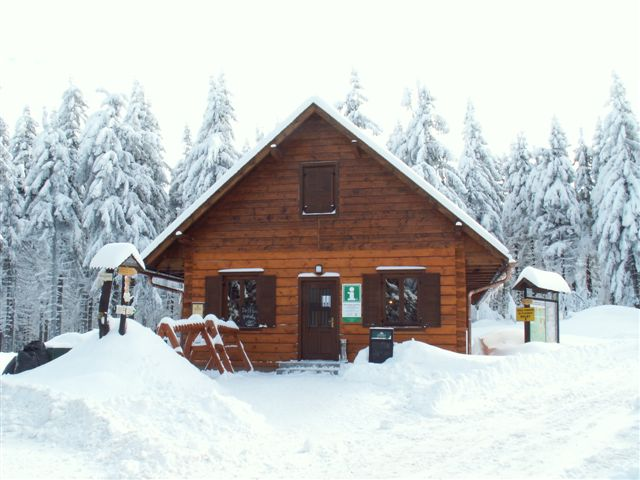
Turistické informační centrum v Černovodském sedle

Červenovodské sedlo je horské sedlo v České republice na historické zemské hranici Čech a Moravy, ležící v pohoří Orlické hory a na území přírodního parku Suchý vrch - Buková hora.

## Poloha
Červenovodské sedlo se nachází v jihovýchodním cípu Orlických hor zvaném Bukovohorská hornatina asi 2 km na jih od jejího nejvyššího vrcholu Suchého vrchu, 7 km jihozápadně od města Králíky a 7,5 km východně od města Jablonné nad Orlicí. Jeho nadmořská výška je 814 metrů a leží mezi vrcholy Prostřední vrch a Jeřáb. Z geomorfologického hlediska od sebe odděluje dvě části hlavního, tzv. Orličského hřbetu, a to severního Suchovršského a jižního Bukovohorského hřbetu. Prochází jím silnice I/11 Praha - Hradec Králové - Šumperk - Ostrava.

## Vegetace
Okolí Červenovodského sedla je porostlé téměř výhradně a souvisle smrčinami.

## Komunikace a turistické trasy
Z již zmíněné silnice I/11 v Červenovodském sedle odbočuje směrem k severu veřejná silniční komunikace vedoucí k rozhledně na Suchém vrchu. Dále odsud vede jižním směrem dvojice lesních cest do oblasti Bukové hory, další severním směrem na vrchol Prostředního vrchu a poslední severozápadním směrem do Orliček. Severojižním směrem přes sedlo prochází hřebenová zeleně značená trasa 4234 Suchý vrch - Buková hora a počíná zde modře značená trasa 2212 do Štítů. Sedlo je i významnou křižovatkou běžkařských tras čenkovického ski-areálu.

## Stavby
V prostoru sedla se nachází turistické informační centrum, turistický přístřešek, parkoviště. Autobusová zastávka není využívána běžnou autobusovou dopravou, pouze skibusy a cyklobusy. Zastávka není vybavena přístřeškem.